# Chlamydoselachus
Genre
Chlamydoselachus est un genre de requin primitif dont on ne connaît que deux espèces actuelles. Ce genre a fait son apparition il y a 150 millions d'années.
- Espèces fossiles
  - †Chlamydoselachus bracheri Pfeil, 1983
  - †Chlamydoselachus gracilis Antunes & Cappetta, 2001
  - †Chlamydoselachus goliath Antunes & Cappetta, 2002
  - †Chlamydoselachus fiedleri Pfeil, 1983
  - †Chlamydoselachus lawleyi Davis, 1887
  - †Chlamydoselachus thomsoni Richter & Ward, 1990
  - †Chlamydoselachus tobleri Leriche, 1929
- Espèces actuelles
  - Chlamydoselachus anguineus Garman, 1884 (Requin-lézard)
  - Chlamydoselachus africana Ebert & Compagno, 2009